# Planina pod Šumikom
Planina pod Šumikom je naselje v Občini Slovenska Bistrica.